# 公轉速度
公转速度 是指物体公转时的速度。由于公转往往是圓周運動，因而，公转速度可以参照圓周運動的计算方法来计算。
常见的公转速度在天文上，是指太阳系中，各个行星围绕太阳公转的速度。一般都以地球年作为时间单位，绕太阳公转的轨道长度的公里数作为公转距离。